# Флоріан Гаєр
Флоріан (фон) Гаєр (нім. Florian Geier von Giebelstadt; прибл. 1490, Гібельштадт — 10 червня 1525, Вюрцбург) — німецький лицар і дипломат, один із ватажків Селянської війни в Німеччині, діяв у Швабії.

## Біографія
Дворянин з Франконії, наймолодший із трьох братів. Після смерті свого батька Дітріха і двох старших братів 1492 року, отримав спадок та майно. У 1512-1513 роках відвідував двір короля Генріха VIII. Був однією з найшанованіших постатей Селянської війни. Допомагав в організації армії та розробці стратегічних планів повстанців, за власний кошт озброїв сотню бійців, відомих як «Чорний загін», що склали ядро селянського війська.
Як членові парламенту, йому вдалося домогтися капітуляції багатьох невеликих містечок. Він також вів переговори з містом Вюрцбург і маркграфом Казимиром Бранденбург-Ансбах-Байройтським. Метою його боротьби з князями було бажання допомогти селянам і городянам провести реформи. Передусім, ґрунтуючись на авторитеті Євангелія, хотів усунути духовні й станові привілеї. Дворянське походження Гаєра викликало недовіру до нього з боку селян.
Після поразки селянського повстання у вирішальних битвах під Інгольштадтом у Нижній Франконії та під Кенігсгофеном, Гаєра, за рішенням міської ради, під конвоєм було вигнано з міста Ротенбурга. У повній самоті він попрямував на північ країни. У ніч з 9 на 10 червня 1525 року його пограбували й закололи в лісі поблизу міста Вюрцбурга двоє слуг його родича, лицаря Вільгельма фон Грумбаха. Місце його могили невідоме.
Гаєр став відомим народним героєм у Франконії та Німеччині, і за чутками, мав на лезі свого меча напис «Nulla crux, nulla corona» («Ані хрест, ані корона»). Обидві сторони конфлікту приписували йому навмисне знищення замків та церков разом з усіма їхніми мешканцями. Однак жорстокість та масштаби цих подій сумнівні.

## Пам'ять
Енгельс писав про нього у своїй роботі «Селянська війна в Німеччині», як про одного з перших борців за інтереси пролетаріату, а під час Другої світової війни його ім'я носила 8-ма кавалерійська дивізія СС.